# Euphorbia rhytidosperma
Euphorbia rhytidosperma là một loài thực vật có hoa trong họ Đại kích. Loài này được Boiss. & Balansa mô tả khoa học đầu tiên năm 1859.